# Yuan Xinyue
Pour les articles homonymes, voir Yuan (homonymie).
Yuan Xinyue (chinois simplifié : 袁心玥) est une joueuse chinoise de volley-ball née le 21 décembre 1996 à Chongqing. Elle a remporté avec l'équipe de Chine le tournoi féminin aux Jeux olympiques d'été de 2016 à Rio de Janeiro.